# Pesquisas eleitorais para as eleições regionais francesas de 2021
Esta é uma página contendo as pesquisas de opinião das eleições regionais francesas de 2021.

## 1º turno

### Altos da França
| Instituto          | Data          | Entrevis-tados | Indecisos | LO         | EELV       | PACE      | LREM          | LR-UDI   | DLF    | RN    |     |     |    |     |
| Instituto          | Data          | Entrevis-tados | Indecisos | Pecqueur   | Delli      | Alexandre | Pietraszewski | Bertrand | Évrard | Chenu |     |     |    |     |
| ------------------ | ------------- | -------------- | --------- | ---------- | ---------- | --------- | ------------- | -------- | ------ | ----- | --- | --- | -- | --- |
| Instituto          | Data          | Entrevis-tados | Indecisos | OpinionWay | 14 - 15/06 | 1024      | 24%           | 2%       | 20%    | <1%   | 11% | 33% | 2% | 32% |
| Elabe              | 04 - 07/06    | 1107           | 14%       | 2%         | 17%        | <1%       | 11%           | 35%      | 3%     | 32%   |     |     |    |     |
| Ifop               | 02 - 07/06    | 1070           | -         | 1%         | 20%        | 1%        | 10%           | 34%      | 2%     | 32%   |     |     |    |     |
| OpinionWay         | 02 - 05/06    | 1010           | 21%       | 2%         | 17%        | 1%        | 12%           | 34%      | 3%     | 31%   |     |     |    |     |
| BVA                | 26/05 - 31/05 | 794            | 24%       | 3%         | 22%        | 1%        | 13%           | 30%      | 3%     | 28%   |     |     |    |     |
| Ipsos              | 27/05 - 29/05 | 1000           | 11%       | 2%         | 17%        | 1%        | 10%           | 36%      | 2%     | 32%   |     |     |    |     |
| OpinionWay         | 20/05 - 24/05 | 1048           | 24%       | 1%         | 17%        | 2%        | 11%           | 33%      | 4%     | 32%   |     |     |    |     |
| Harris Interactive | 20/05 - 24/05 | 1218           | -         | 2%         | 19%        | 1%        | 11%           | 35%      | 2%     | 30%   |     |     |    |     |
| Ifop               | 17/05 - 20/05 | 933            | -         | 1%         | 20%        | -         | 10%           | 35%      | 2%     | 32%   |     |     |    |     |
| Ipsos              | 29/04 - 03/05 | 1000           | 10%       | 2%         | 20%        | <0,5%     | 10%           | 35%      | 1%     | 32%   |     |     |    |     |
| BVA                | 22 - 29/04    | 805            | 18%       | 3%         | 17%        | -         | 12%           | 33%      | 2%     | 31%   |     |     |    |     |

### Auvérnia-Ródano-Alpes
| Instituto  | Data          | Entrevis-tados | Indecisos | DIV        | LO         | PCF       | EELV    | PS       | UDMF  | LREM    | LR       | RN      |     |     |     |     |
| Instituto  | Data          | Entrevis-tados | Indecisos | Gill       | Gomez      | Cukierman | Grébert | Belkacem | Omeir | Bonnell | Wauquiez | Kotarac |     |     |     |     |
| ---------- | ------------- | -------------- | --------- | ---------- | ---------- | --------- | ------- | -------- | ----- | ------- | -------- | ------- | --- | --- | --- | --- |
| Instituto  | Data          | Entrevis-tados | Indecisos | OpinionWay | 11 - 13/06 | 1000      | 20%     | <1%      | 1%    | 6%      | 11%      | 10%     | <1% | 15% | 35% | 22% |
| OpinionWay | 04 - 07/06    | 1019           | 22%       | <1%        | 1%         | 7%        | 13%     | 10%      | <1%   | 14%     | 33%      | 22%     |     |     |     |     |
| Ipsos      | 03 - 07/06    | 1001           | 8%        | 0,5%       | 2%         | 5%        | 11%     | 12%      | 0,5%  | 13%     | 35%      | 22%     |     |     |     |     |
| Ifop       | 31/05 - 04/06 | 992            | -         | 0%         | 1,5%       | 6%        | 11%     | 11%      | 0,5%  | 13%     | 35%      | 22%     |     |     |     |     |
| OpinionWay | 28/05 - 01/06 | 1000           | 21%       | <1%        | 2%         | 6%        | 12%     | 9%       | 1%    | 14%     | 34%      | 22%     |     |     |     |     |

### Borgonha-Franco-Condado
| Instituto | Data       | Entrevis-tados | Indecisos | LO     | GRS-FI | EELV  | PS    | LREM   | LR      | RN    |     |     |     |     |
| Instituto | Data       | Entrevis-tados | Indecisos | Rocher | Faudot | Modde | Dufay | Turiot | Platret | Odoul |     |     |     |     |
| --------- | ---------- | -------------- | --------- | ------ | ------ | ----- | ----- | ------ | ------- | ----- | --- | --- | --- | --- |
| Instituto | Data       | Entrevis-tados | Indecisos | Ifop   | Junho  | 994   | -     | 1%     | 5%      | 10%   | 18% | 15% | 21% | 30% |
| Ipsos     | 03 - 07/06 | 1000           | 14%       | 2%     | 4%     | 8%    | 21%   | 16%    | 21%     | 28%   |     |     |     |     |

### Bretanha
| Instituto | Data       | Entrevis-tados | Indecisos | LO    | FI         | ECO   | EELV              | PS              | UDMF    | PB     | LREM   | LR           | DLF   | RN       | EXD     | DIV    |    |     |      |      |
| Instituto | Data       | Entrevis-tados | Indecisos | Hamon | Cadalen    | Cueff | Desmares-Poirrier | Chesnais-Girard | Elahiar | Martin | Burlot | Le Callennec | Cabas | Pennelle | Chauvel | Daviet |    |     |      |      |
| --------- | ---------- | -------------- | --------- | ----- | ---------- | ----- | ----------------- | --------------- | ------- | ------ | ------ | ------------ | ----- | -------- | ------- | ------ | -- | --- | ---- | ---- |
| Instituto | Data       | Entrevis-tados | Indecisos | Ipsos | 03 - 07/06 | 1000  | 15%               | 2%              | 5%      | 4%     | 12%    | 19%          | 0,5%  | 0,5%     | 19%     | 14%    | 3% | 20% | 0,5% | 0,5% |
| Odoxa     | 21 - 25/04 | 1020           | 19%       | 3%    | 6%         | 9%    | 11%               | 14%             | -       | 5%     | 18%    | 17%          | 3%    | 14%      | -       | -      |    |     |      |      |

### Centro-Vale do Líger
| Instituto | Data       | Entrevis-tados | Indecisos | LO      | EELV       | PS      | ECO     | MoDem-LREM | LR        | RN      |    |     |     |     |
| Instituto | Data       | Entrevis-tados | Indecisos | Megdoud | Fournier   | Bonneau | Clément | Fesneau    | Forissier | Nikolic |    |     |     |     |
| --------- | ---------- | -------------- | --------- | ------- | ---------- | ------- | ------- | ---------- | --------- | ------- | -- | --- | --- | --- |
| Instituto | Data       | Entrevis-tados | Indecisos | Ipsos   | 03 - 07/06 | 1000    | -       | 2%         | 9%        | 21%     | 3% | 19% | 18% | 28% |
| Ipsos     | 12 - 15/05 | 1000           | -         | 2%      | 11%        | 19%     | 3%      | 21%        | 16%       | 28%     |    |     |     |     |

### Córsega
| Instituto | Data | Entrevis-tados | Indecisos | CL       | PCF        | EELV        | PNC      | Core in Fronte | FaC     | TdP     | CCB        | RN     | EXD     |    |     |    |    |
| Instituto | Data | Entrevis-tados | Indecisos | Talamoni | Stefani    | Simonpietri | Angelini | Benedetti      | Simeoni | Orsucci | Marcangeli | Filoni | Giacomi |    |     |    |    |
| --------- | ---- | -------------- | --------- | -------- | ---------- | ----------- | -------- | -------------- | ------- | ------- | ---------- | ------ | ------- | -- | --- | -- | -- |
| Instituto | Data | Entrevis-tados | Indecisos | Ipsos    | 02 - 05/06 | 800         | -        | 7%             | 5%      | 8%      | 11%        | 7%     | 25%     | 9% | 23% | 4% | 1% |

### Grande Leste
| Instituto          | Data       | Entrevis-tados | Indecisos | LO    | G.s-FI     | EELV-PS | UL    | UDMF  | DVD-LREM | LR      | LP        | RN        |     |     |    |     |
| Instituto          | Data       | Entrevis-tados | Indecisos | Fève  | Filippetti | Romani  | Meyer | Tyane | Klinkert | Rottner | Philippot | Jacobelli |     |     |    |     |
| ------------------ | ---------- | -------------- | --------- | ----- | ---------- | ------- | ----- | ----- | -------- | ------- | --------- | --------- | --- | --- | -- | --- |
| Instituto          | Data       | Entrevis-tados | Indecisos | Ipsos | 03 - 07/06 | 1001    | -     | 2%    | 5%       | 14%     | 4%        | 1%        | 14% | 27% | 8% | 25% |
| OpinionWay         | 25 - 31/05 | 2010           | -         | 1%    | 7%         | 14%     | 2%    | 1%    | 16%      | 28%     | 6%        | 25%       |     |     |    |     |
| Harris Interactive | 13 - 19/04 | 1004           | -         | -     | 10%        | 16%     | -     | -     | 18%      | 24%     | 4%        | 28%       |     |     |    |     |

### Ilha de França
| Instituto  | Data          | Entrevis-tados | LO         | FI-PCF     | PS     | EELV  | ECO     | UDMF      | Volt  | LREM         | SL-LR    | RN       | DIV   |     |     |     |
| Instituto  | Data          | Entrevis-tados | Arthaud    | Autain     | Pulvar | Bayou | Pailhac | Berlingen | Conti | Saint-Martin | Pécresse | Bardella | Brot  |     |     |     |
| ---------- | ------------- | -------------- | ---------- | ---------- | ------ | ----- | ------- | --------- | ----- | ------------ | -------- | -------- | ----- | --- | --- | --- |
| Instituto  | Data          | Entrevis-tados | OpinionWay | 13 - 14/06 | 1092   | 1%    | 10%     | 10%       | 13%   | <1%          | <1%      | <1%      | 15%   | 34% | 17% | <1% |
| Ifop       | 07 - 11/06    | 982            | 2%         | 11%        | 11%    | 10%   | 1%      | 0%        | 1%    | 13%          | 34%      | 17%      | 0%    |     |     |     |
| Ipsos      | 03 - 07/06    | 1001           | 2%         | 10%        | 10%    | 12%   | 1%      | 0,5%      | 1%    | 11%          | 34%      | 18%      | 0,5%  |     |     |     |
| OpinionWay | 03 - 06/06    | 1046           | 1%         | 11%        | 10%    | 12%   | <1%     | <1%       | <1%   | 16%          | 33%      | 17%      | <1%   |     |     |     |
| BVA        | 31/05 - 06/06 | 1241           | 1,5%       | 8%         | 10%    | 12%   | 1%      | <0,5%     | <0,5% | 15%          | 33%      | 19%      | <0,5% |     |     |     |
| Elabe      | 28 - 31/05    | 1144           | 1,5%       | 9%         | 12%    | 10%   | <1%     | 1%        | 1%    | 15%          | 35%      | 16%      | <1%   |     |     |     |
| OpinionWay | 27 - 30/05    | 1155           | <1%        | 10%        | 9%     | 12%   | <1%     | <1%       | <1%   | 16%          | 34%      | 19%      | <1%   |     |     |     |
| Ipsos      | 24 - 26/05    | 939            | 2%         | 11%        | 10%    | 12%   | 1%      | 1%        | 1%    | 12%          | 33%      | 17%      | <0,5% |     |     |     |

### Normandia
| Instituto  | Data          | Entrevis-tados | LO        | PCF-FI     | PS-EELV   | LREM       | LREM dissidente | LC-LR | RN  |      |     |     |
| Instituto  | Data          | Entrevis-tados | Le Manach | Jumel      | Boulanger | Bonnaterre | Kerbach         | Morin | Bay |      |     |     |
| ---------- | ------------- | -------------- | --------- | ---------- | --------- | ---------- | --------------- | ----- | --- | ---- | --- | --- |
| Instituto  | Data          | Entrevis-tados | Ifop      | 11 - 16/06 | 903       | 2,5%       | 7%              | 19%   | 12% | 0,5% | 30% | 29% |
| OpinionWay | 10 - 13/06    | 1024           | 2%        | 8%         | 16%       | 15%        | 1%              | 30%   | 28% |      |     |     |
| Ipsos      | 03 - 07/06    | 1000           | 2%        | 10%        | 16%       | 11%        | 1%              | 32%   | 28% |      |     |     |
| Elabe      | 31/05 - 05/06 | 1005           | 2%        | 10%        | 16%       | 13%        | 1%              | 31%   | 27% |      |     |     |

### Nova-Aquitânia
| Instituto | Data       | Entrevis-tados | Indecisos | LO      | FI         | EELV    | PS      | MoDem-LREM   | LR      | LMR      | RN   |     |     |    |     |
| Instituto | Data       | Entrevis-tados | Indecisos | Perchet | Guetté     | Thierry | Rousset | Darrieussecq | Florian | Puyjalon | Diaz |     |     |    |     |
| --------- | ---------- | -------------- | --------- | ------- | ---------- | ------- | ------- | ------------ | ------- | -------- | ---- | --- | --- | -- | --- |
| Instituto | Data       | Entrevis-tados | Indecisos | Ifop    | 02 - 07/06 | 1018    | -       | 1%           | 4%      | 11%      | 25%  | 19% | 15% | 2% | 23% |
| Ipsos     | 03 - 07/06 | 1000           | 15%       | 2%      | 4%         | 9%      | 25%     | 17%          | 12%     | 4%       | 27%  |     |     |    |     |
| Ifop      | 26 - 31/05 | 1000           | -         | 1%      | 5%         | 11%     | 24%     | 19%          | 14%     | 3%       | 23%  |     |     |    |     |

### Occitânia
| Instituto | Data       | Entrevis-tados | LO     | FI         | EELV    | PS    | OPN     | LREM          | LR     | RN      | DIV           |     |     |       |
| Instituto | Data       | Entrevis-tados | Adrada | Martin     | Maurice | Delga | Davezac | Terrail-Novès | Pradié | Garraud | Le Boursicaud |     |     |       |
| --------- | ---------- | -------------- | ------ | ---------- | ------- | ----- | ------- | ------------- | ------ | ------- | ------------- | --- | --- | ----- |
| Instituto | Data       | Entrevis-tados | Ifop   | 07 - 11/06 | 998     | 1%    | 4,5%    | 10%           | 29%    | 1,5%    | 11%           | 12% | 31% | <0,5% |
| Ipsos     | 03 - 07/06 | 1000           | 2%     | 4%         | 8%      | 30%   | 0,5%    | 11%           | 11%    | 33%     | 0,5%          |     |     |       |
| Ifop      | 21 - 27/05 | 1003           | 0%     | 6%         | 10%     | 26%   | 0%      | 13%           | 14%    | 30%     | 1%            |     |     |       |

### País do Líger
| Instituto  | Data       | Entrevis-tados | Indecisos | DIV       | LO         | EELV     | PS    | LREM    | LR        | DLF   | RN    |     |     |    |     |
| Instituto  | Data       | Entrevis-tados | Indecisos | Rigaudeau | Le Beller  | Orphelin | Garot | de Rugy | Morançais | Bayle | Juvin |     |     |    |     |
| ---------- | ---------- | -------------- | --------- | --------- | ---------- | -------- | ----- | ------- | --------- | ----- | ----- | --- | --- | -- | --- |
| Instituto  | Data       | Entrevis-tados | Indecisos | Ipsos     | 03 - 07/06 | 1000     | 10%   | 0,5%    | 2%        | 19%   | 14%   | 19% | 25% | 4% | 17% |
| OpinionWay | 25 - 31/05 | 1055           | -         | 1%        | 1%         | 17%      | 14%   | 17%     | 26%       | 3%    | 21%   |     |     |    |     |

### Provença-Alpes-Costa Azul
| Instituto | Data | Entrevis-tados | LO         | EELV       | ECO         | POC      | LR-LREM  | DLF      | RN      | LS      | DIV     |    |     |     |     |
| Instituto | Data | Entrevis-tados | Bonnet     | Félizia    | Governatori | Guerrera | Muselier | Chuisano | Mariani | Laupies | Vicenzi |    |     |     |     |
| --------- | ---- | -------------- | ---------- | ---------- | ----------- | -------- | -------- | -------- | ------- | ------- | ------- | -- | --- | --- | --- |
| Instituto | Data | Entrevis-tados | OpinionWay | 15 - 17/06 | 1050        | 21%      | 1%       | 16%      | 3%      | 2%      | 33%     | 2% | 43% | <1% | <1% |

## 2º turno

### Auvérnia-Ródano-Alpes
| Instituto | Data | Entrevistados | EELV       | LR         | RN      |     |     |     |
| Instituto | Data | Entrevistados | Grébert    | Wauquiez   | Kotarac |     |     |     |
| --------- | ---- | ------------- | ---------- | ---------- | ------- | --- | --- | --- |
| Instituto | Data | Entrevistados | OpinionWay | 22 - 23/06 | 1019    | 29% | 58% | 13% |

### Ilha de França
| Instituto | Data | Entrevistados | EELV       | LREM         | SL-LR    | RN       |     |     |     |
| Instituto | Data | Entrevistados | Bayou      | Saint-Martin | Pécresse | Bardella |     |     |     |
| --------- | ---- | ------------- | ---------- | ------------ | -------- | -------- | --- | --- | --- |
| Instituto | Data | Entrevistados | OpinionWay | 22 - 23/06   | 1056     | 31%      | 13% | 43% | 13% |

### Provença-Alpes-Costa Azul
| Instituto | Data | Entrevistados | LR       | RN         |     |     |     |
| Instituto | Data | Entrevistados | Muselier | Mariani    |     |     |     |
| --------- | ---- | ------------- | -------- | ---------- | --- | --- | --- |
| Instituto | Data | Entrevistados | Ifop     | 21 - 23/06 | 919 | 51% | 49% |